# エフゲニー・シェフチュク
エフゲニー・ヴァシロヴィッチ・シェフチュク（ウクライナ語: Євге́н Васи́льович Шевчу́к、モルドバ語キリル表記：Евгений Васильевичи Шевчук、ルーマニア語: Evgheni Vasilievici Șevciuk、ロシア語: Евге́ний Васи́льевич Шевчу́к、1968年6月19日 - ）は、事実上の独立状態にある沿ドニエストル共和国の政治家。2000年に沿ドニエストル最高会議議員、2011年に同国大統領に選出され、2016年まで大統領を務めた。また、2005年から2009年まで最高会議議長を、2010年まで野党・共和政党「刷新」の党首を務めた。
2017年、刑事事件の被告人となり、モルドバへ亡命した。2018年12月、欠席裁判で懲役16年と罰金6億沿ドニエストル・ルーブルの刑が下された。

## 経歴
ルィブニツァ出身のウクライナ人。政府や民間の法人を渡り歩いてきた弁護士である。プロフィールには「ヨーロッパ的な視野を持つ社会民主主義派のテクノクラート、民主主義の信念を貫く人」とある。国会内で少数野党の状態にあった2005年12月以前には、選挙法改正運動の先頭に立った。これまで行ってきた改革要求は、選挙管理委員会委員長の公選や、投票結果に影響させないため、国営メディアによる選挙に関する世論調査や情勢分析を制限するなど、いずれも制度的なものである。これは、アメリカ国務省の2005年版国別人権報告書に掲載された。
欧州評議会議員会議は2005年の報告書で、民主改革に関連してシェフチュクについて言及し、沿ドニエストルは「多元主義に向けてさらに前進している」としたうえで、シェフチュク陣営が主導する「政治制度改革に関する国会自らのイニシアチブ」を強調した。この後、欧州議会はEU加盟国へのシェフチュクの入国を禁止した。
2009年7月22日、シェフチュクは最高会議議長を辞職。共和政党「刷新」副委員長であるアナトリー・カミンスキーが、最高会議議長に昇格した。新しい副議長には、共和政党「刷新」委員長で経済政策・予算金融委員会委員長のミハイル・ブルラが就いた。シェフチュクは辞職の理由として、当時議論を巻き起こしていたイーゴリ・スミルノフ大統領による憲法改正に向けた動きを挙げた。
2011年12月、シェフチュクは沿ドニエストルの大統領に選出された。12月11日の第一回投票で既に、現職のスミルノフとクレムリンが支援するカミンスキー最高会議議長の得票率を上回っていた。それから12月25日の第二回投票で75%以上を得票し、12月30日に就任した。
2016年の大統領選挙ではワジム・クラスノセリスキー最高会議議長に破れ落選した。
2017年6月28日、沿ドニエストル最高会議はシェフチュクが5件の刑事事件に関与しているとして、その免訴特権の剥奪を議決した。これに先だって、シェフチュクは6月27日夕方にモルドバへ越境していた。6月30日には、モルドバの当局者がシェフチュクの身柄を沿ドニエストルに引き渡す意思はないと述べた。
11月末には、沿ドニエストルでシェフチュクの逮捕状が出された。
シェフチュクに関連する刑事事件は、のち6件となり、汚職、密輸、職権乱用、多額の公金の横領に加えて、年金や給与の支払いの不当な遅延でも告訴された。
2018年12月21日、最高裁判所は被告人不在のまま、シェフチュクに懲役16年と罰金6億沿ドニエストル・ルーブル（およそ3600万米ドル）の判決を下した。また、釈放後5年間の公職追放と国家の栄典の剥奪も言い渡した。